# Fitostabilizacja
Fitostabilizacja – rodzaj fitoremediacji polegający na takim ukształtowaniu pokrywy roślinnej gleby, żeby zmniejszyć przemieszczanie się zawartych w niej substancji toksycznych, np. metali ciężkich. Mechanizm działania polega na strącaniu się nierozpuszczalnych form substancji toksycznych na powierzchni korzeni (w ryzosferze) lub wchłonięciu ich do tkanek roślin i uwięzieniu w nich. 
Do fitostabilizacji często używa się bylin z rodziny traw, ze względu na rozgałęziony system korzeniowy. Kombinacja fitostabilizacji z chemostabilizacją określana jest jako chemofitostabilizacja.